# Brösthåtjärnen
Brösthåtjärnen är en sjö i Älvdalens kommun i Dalarna och ingår i Dalälvens huvudavrinningsområde. Sjön har en area på 0,087 kvadratkilometer och ligger 501,4 meter över havet.

## Delavrinningsområde
Brösthåtjärnen ingår i det delavrinningsområde (687032-132896) som SMHI kallar för Utloppet av Hösthån. Medelhöjden är 536 meter över havet och ytan är 13,74 kvadratkilometer. Räknas de 117 avrinningsområdena uppströms in blir den ackumulerade arean 1 076,44 kvadratkilometer. Avrinningsområdets utflöde Dalälven (Österdalälven) mynnar i havet. Avrinningsområdet består mestadels av skog (69 procent). Avrinningsområdet har 1,28 kvadratkilometer vattenytor vilket ger det en sjöprocent på 9,3 procent.